# Josep Monserrat i Riutort
Josep Monserrat i Riutort   (28 de juny de 1814 - 28 d'agost de 1881) fou un metge, i químic valencià. Dels nou fills del matrimoni entre el jurisconsult Joaquim Montserrat i de Francesca de Paula Riutort fou el menut. Va nàixer al número 5 de la plaça Navarros i fou batejat l'endemà de nàixer a la desapareguda parròquia de Sant Bartomeu. Orfe de pare als dos anys, el seu germà gran Rafel, metge de professió —que feu de cap de família—, va influir en la seva futura vocació cap a la Medicina.
Després de cursar a la Universitat de València les carreres de Cirurgia i Medicina, independents en aquesta època, va aconseguir el grau de batxiller en Medicina el 1835, i després va completar la seva formació a París, on va aprendre les tècniques de cirurgia de Pierre B. Dupuytren.
Interessat així mateix per les ciències fisicoquímiques, el 1838 va ser ajudant de la càtedra de Química del Conservatori d'Arts de València. El seu titular, Ventura Mugártegui, el va posar en contacte amb el químic francès Jean-Baptiste-André-Dumas, qui va exercir gran influència sobre ell, amb qui es va formar i amb qui feu bona amistat.
En el camp de les ciències, tot l'experimental, pràctic o nou l'atreia, i es va dedicar també a l'estudi de la fotografia; aquesta darrera disciplina es va estendre pel món i va arribar a València durant la seua època acadèmica. El 1840, mentre estudiava Química, va aprofitar que gaudia de fàcil accés al laboratori, per dur a terme els seus primers treballs científics de recerca aplicada. Juntament amb el seu company Josep Gil, adaptà instruments del laboratori —ja que no disposaven de l'equip original—, i fabricaren una càmera fosca, seguint les instruccions d'un fulletó de Daguerre.
El 1841, ambdós feren una demostració del procediment fotogràfic de Daguerre, a la Reial Societat Econòmica d'Amics del País. El resultat, segons la Societat Econòmica, va ser un daguerreotip amb alguns defectes però que destacava per «la correcció del dibuix, degradació de tintes, bellesa i veritat d'objecte». La fita els convertí en pioners, tant al País Valencià, com en l'àmbit estatal, en aplicar la fotografia als estudis universitaris amb finalitats científiques. Un any després ingressa a la societat.
Monserrat, fou un dels 83 socis fundadors de l'Institut Mèdic Valencià el 30 de març de 1841; juntament amb altres professors de disciplines científiques, va contribuir a difondre entre els estudiants de medicina valencians els hàbits de treball experimental, i influït pel naturalista Rafel Cisternas, l'evolucionisme darwinista. Així mateix, va impartir anàlisi química aplicada a les ciències mèdiques i va ser l'impulsor i creador del Laboratori Químic Municipal, destinat a controlar la qualitat de les aigües potables de la xarxa i dels aliments venuts als mercats, que s'acabà establint el 1880, on van treballar, entre d'altres Vicent Peset i Cervera i Josep Pérez i Fuster.
Entre 1844 i 1853, fou interí a la càtedra de Ventura Mugártegui i durant els cursos de 1845 a 1847, professor interí de Química General a la Universitat de València. El 1847 va obtindre el títol de llicenciat en Medicina i el de doctor en Ciències fisicoquímiques.
Va formar part del claustre dels primers professors de les facultats de ciències. L'any 1848 va viatjar a França, Bèlgica i Anglaterra, per gestionar la compra d'instruments i material de laboratori destinat a dotar les càtedres de física i química dels mitjans necessaris per assegurar-ne els ensenyaments experimentals; part d'aquest material va ser comprat per les universitats mateixes a iniciativa dels seus rectors. El 1849 va guanyar la càtedra de Química General de València, la qual va exercir fins a la seua mort.
En ser nomenat Monserrat catedràtic de química general, es va encarregar de l'ensenyament de la Química Aplicada a les Arts a la recentment creada Escola Industrial, i a la Facultat de Medicina va ensenyar Anàlisi Química; va reformar el laboratori químic i microgràfic de la Universitat, on treballaven Peset i Colvée. Així mateix, la facultat de medicina comptava també amb un laboratori químic i microbiològic, ben equipat que permetia un ensenyament complet.
La Llei Moyano de 1857, comporta la creació de dues facultats independents, la de Ciències Exactes,
Físiques i Naturals —amb la inclusió de les Escoles de Veterinària i Agricultura— i la de Filosofia i Lletres. Es dediquen fons extraordinaris a l'organització del Jardí Botànic i a la creació del Museu de Ciències Naturals de la Universitat, que va arribar a comptar només a la secció d'aus, amb mil nou-centes peces. José M. Guillén y Tomás catedràtic de Física i Josep Monserrat de Química, adquireixen nou material científic pels seus Gabinets.

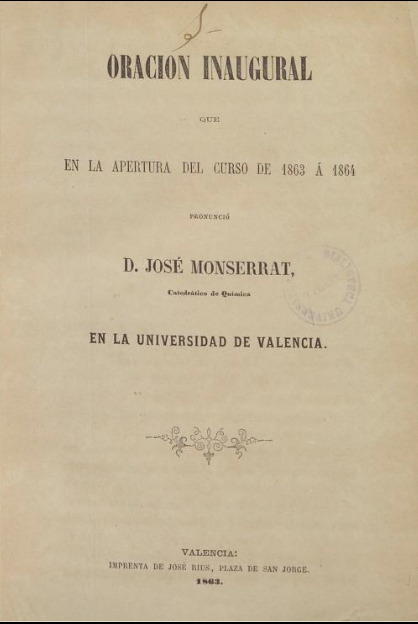
Apertura del curs acadèmic 1863-1864

El gener de 1857, el Gabinet de Física de l'Escola Industrial Superior —que tenia una cambra de fotografia— va rebre entre altres instruments:
- un estereoscopi i un xassís.
- una llanterna màgica amb dotze vidres pintats.
- un aparell normal de fotografia complet (sense objectiu).
- un trípode.
- un objectiu per a la càmera gran i un altre per a la menuda.
- un microscopi solar.
- una càmera lúcida.

Les despeses en rals de material científic del curs 1860-1861 foren: pel Gabinet de Física 4.400 i 18.015 extraordinaris, pel Gabinet de Química 11.840 i 14.730 extraordinaris, pel Gabinet d'Història Natural 12.630 i 22.900 extraordinaris i pel Jardí Botànic 46.765 i 80.000 extraordinaris.
El 1866 n'adquiriren altres:
- una càmera fosca per a 1/4 de placa amb objectiu
- un marc per a col·lodió
- un reposacaps[c]

Anys després, en el discurs «Oración inaugural que en la apertura del curso de 1863 a 1864», mostra la seua sorprenent visió de la ciència, i del futur de la ciència, amb l'ús de l'electricitat, de la fotografia, la simplificació de les anàlisis mitjançant espectrofotometria. A l'escrit accentua la importància que pot tindre la fotografia a l'ensenyament.
| «                                                                                           | (castellà) La fotografia vindrà també al nostre auxili, i donant-nos instantàniament una representació microscòpica i amb llurs colors del que hi ha de notable al globus, i fins i tot fora d'ell, ens permetrà consignar al reduït àlbum d'algunes polzades d'extensió, tot el que es puga vore de notable en un segle, i quant oferisca algun interés per les ciències i les arts. Donarà després existència corpòria i encara moviment als objectes dibuixats per la llum, i augmentarà o minvarà quasi il·limitadament la seva mida, no serà la instrucció la que menys utilitats reporte de tan meravellosos invents. | » |
| — «Oración inaugural que en la apertura del curso de 1863 a 1864» Josep Monserrat i Riutort | |   |

L'interés de Monserrat per l'experimentació, va fer que l'observació meteorològica s'establira de manera ordenada a la València del 1858, en crear com a servei al públic, l'Observatori Meteorològic Universitari, que va dirigir durant huit anys. L'Observatori primerament va estar a la comandància portuària i el 1899 es va traslladar a l'edifici nou de la Junta d'Obres del Port. La creació de l'ens permeté l'obtenció de sèries històriques de temperatura, pressió, humitat i vents.
El seu entusiasme científic també es fa palés a l'Exposició Regional de 1883 on munta més de vint-i-cinc màquines demostratives d'efectes físics i químics i grans quadres amb algunes operacions químiques, alts forns de fosa, obtenció del gas de l'enllumenat, del clorur de sodi en líquids poc concentrats, gasòmetres i l'extracció del mercuri.

## Els eclipsis de 1860 i 1870

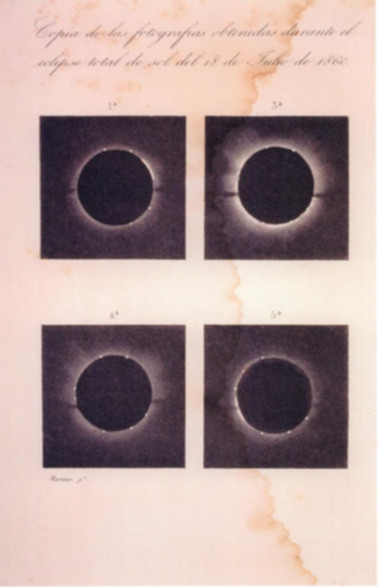
Fotografies de l'eclipsi de 1860

El 1860, Monserrat tot i no ser astrònom, va ser nomenat membre de la comissió científica encarregada d'estudiar, des del desert de les Palmes, l'eclipsi de sol previst pel 18 de juliol, que va ser observat per nombroses comissions científiques estrangeres arribades a aquest efecte.

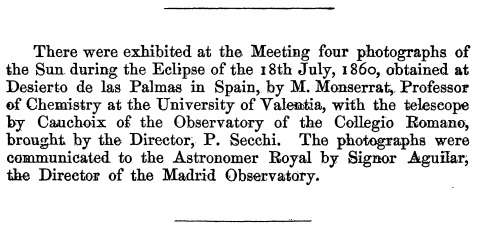
Ressenya al Monthly Notices of the Royal Astronomical Society

Les fotografies de l'eclipsi fetes per Montserrat, amb les de De la Rue permeteren demostrar l'origen solar de les protuberàncies que es veien a la vora de la lluna durant el fenomen, un dels temes més discutits pels astrofísics de l'època. Les seues fotografies en l'àmbit internacional, van ser considerades de gran importància, i va rebre felicitacions entre d'altres d'Aragó i d'Angelo Secchi —amic de Monserrat—, qui les va utilitzar molt i a qui amb el temps atribuïren el descobriment. El 14 de desembre apareix al Monthly Notices of the Royal Astronomical Society la ressenya la fita de Monserrat.
El 1870, va ser designat de nou per formar part d'una comissió científica que es va desplaçar a Estepona per fotografiar un altre eclipsi solar el 22 de desembre.

## Rector reformador
Nomenat rector de la Universitat de València l'1 de juliol de 1874, va exercir el càrrec fins al 24 de setembre de 1880, moment en què va presentar dimissió pel comportament passiu de les autoritats civils, quan va confrontar l'alumnat universitari, i alguns estudiants universitaris el perseguiren pels carrers de la ciutat. També va ser vicerector de la Universitat Literària i conseller d'Instrucció Pública.
Durant el seu mandat com a rector, procurà dotar la Universitat de València d'instal·lacions i recursos per a l'ensenyament de les ciències, i va promoure la construcció d'un nou edifici per a la Facultat de Medicina, juntament amb l'Hospital General. El monument al filòsof i humanista Vives del claustre major de l'edifici històric de la Universitat fou erigit a petició d'ell. Després d’una dura polèmica en la premsa plantejada pels mitjans conservadors, va ser instal·lada al centre del Claustre de la Universitat el 1880. L’estàtua és massissa i va ser fosa en bronze d’una sola peça pel cèlebre Josep Aixa Íñigo, un fet que constitueix una gran proesa tècnica per a l’època.

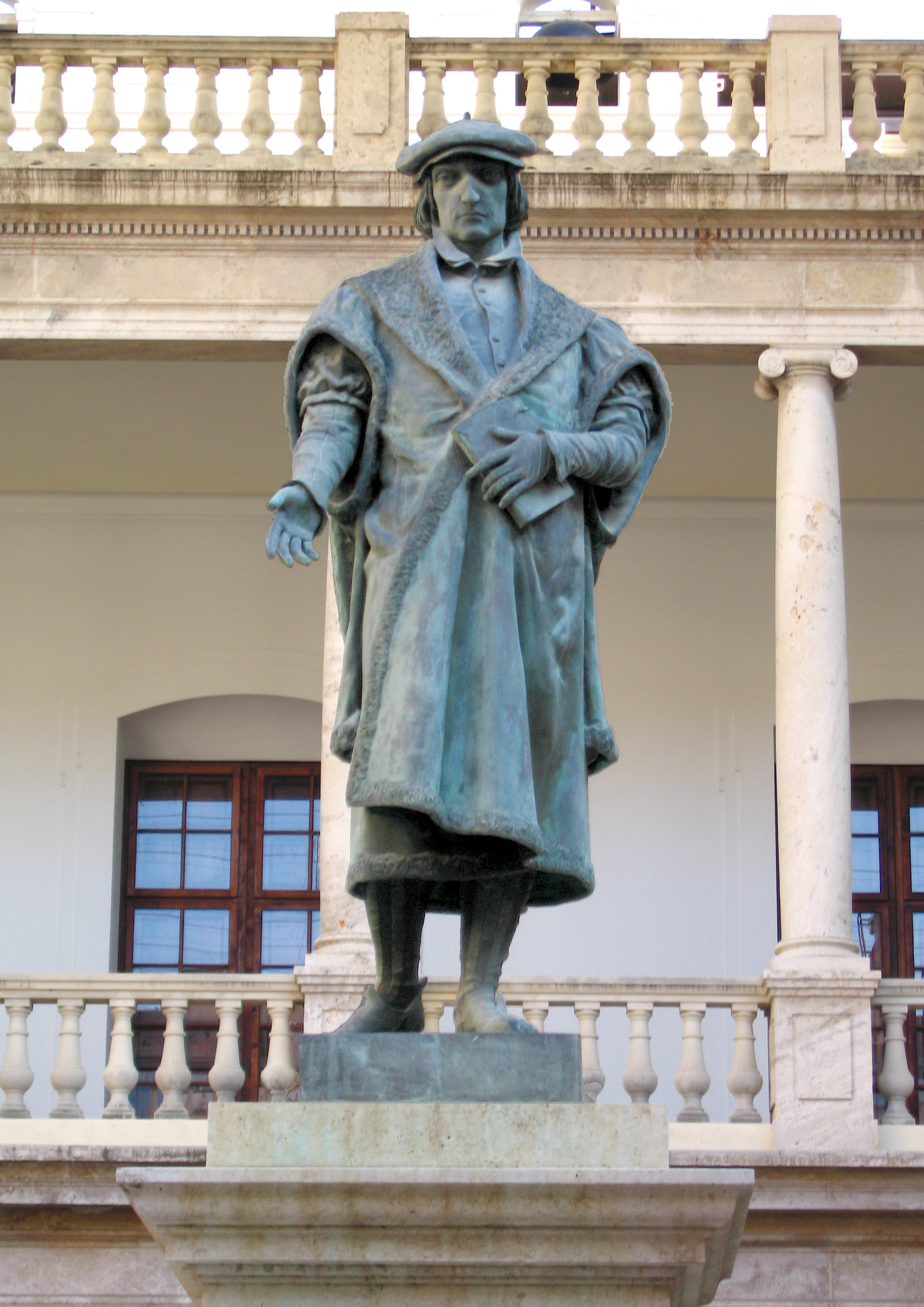
Estàtua de Joan Lluís Vives al claustre de la Universitat de València, obra de Josep Aixa Íñigo

## Activitat mèdica
La seua activitat mèdica, encara que menor, es va centrar en l'estudi del metabolisme de les proteïnes, que va plasmar en una de les seves escasses publicacions, un discurs original donat el 1862 a la Reial Acadèmia de Medicina de València, institució a la qual pertanyia des del 1859, i que constitueix una peça d'importància en la història de la bioquímica fisiològica, d'acord amb els coneixements europeus de l'època. Els seus continuadors més destacats van ser Peset i Colvée. També a la ciència mèdica va aplicar els seus coneixements meteorològics —va dirigir durant vuit anys l'estació meteorològica local—, reflectits en un estudi comparatiu entre la mortalitat del còlera i la situació meteorològica realitzat durant l'epidèmia que va assolar la capital valenciana el 1865.

## L'epidèmia de febre groga del 1870
La tardor del 1870, una epidèmia de febre groga va afectar la ciutat de València; aquesta malaltia vírica, endèmica de zones tropicals d'Amèrica del Sud i Àfrica i transmesa per mosquits infectats, va arribar al port de Barcelona l'agost del 1870 en un vaixell procedent de l'Havana on s'havien manifestat alguns casos. Al cap de pocs dies la malaltia va començar a expandir-se pel barri marítim de la Barceloneta i a principis de setembre ja hi havia malalts repartits per tota la capital catalana.
L'emergència sanitària va arribar a València, una ciutat amb un constant intercanvi comercial amb la capital del Principat, i per evitar una possible epidèmia, es va posar en quarantena els afectats, es van emetre cèdules sanitàries i fins i tot es va evacuar el barri de pescadors, al cor de la ciutat, però malgrat les mesures preses, es van registrar els dos primers casos el 15 de setembre al port de València, en dos mariners procedents de Barcelona.
Segons les dades recollides a les cròniques de l'època, entre mitjans de setembre i mitjans de novembre es van detectar uns 100 casos, dels quals van morir el 50% (a Barcelona, origen de l'epidèmia, la xifra de morts va ascendir a 1236) la majoria d'ells homes adults. La febre groga —que va durar dos mesos— va tenir una morbiditat relativament baixa a València gràcies a les mesures de prevenció i a l'actuació decidida de persones com Monserrat, que forma desinteressada i altruista, es va encarregar de fabricar àcid fènic per combatre el mal als barris infectats i va treballar per restablir com més aviat millor la salut pública, i també s'ocupava d'elaborar el cloroform que utilitzaven els cirurgians valencians com a anestèsic i l'hipoclorit que s'administrava com a antisèptic.

## La triquinosi de 1877
A l'epidèmia de triquinosi patida el 1877 al Villar, Montserrat —un dels principals responsables de la recuperació dels hàbits del treball experimental a la València de l'època— i el seu deixeble Colvée, van fer al laboratori químic de la Universitat de València, a partir de les preparacions microscòpiques de la triquina, les primeres observacions a escala estatal del microparàsit causant de la malaltia. La troballa permeté a Monserrat i Riutort introduir durant l'any acadèmic 1878-1879 la Microbiologia a València, matèria sobre la qual, Peset i Colvée —ambdós deixebles de Montserrat— impartiran els primers cursos lliures de recerca microscòpica que es van donar a l'estat.

## La química aplicada
El seu interès pel vessant aplicat de la química, va fer-se preponderant quan va emprar els seus coneixements als sectors més dinàmics del capitalisme industrial i agrari valencià, però no es va limitar a les anàlisis químiques, sinó que va tractar de donar un impuls important a la industrialització de València, amb multitud d'informes i treballs fets en col·laboració de la Reial Societat Econòmica d'Amics del País de València i de l'Institut Mèdic Valencià.
Sota la seva direcció el laboratori de la Universitat va assessorar habitualment les indústries, va tindre un pes decisiu en la difusió de les aplicacions de la química a la medicina i va influir en la incipient microbiologia i en bioquímica, i també va ser un centre de suport a l'agricultura amb informes sobre plagues, aclimatació d'espècies, selecció de llavors, etc. Destaquen els seus treballs analítics per crear un mètode per analitzar les aigües —aigües mineromedicinals—,
altre d'anàlisi de daurats en pises antigues de la indústria ceràmica valenciana i mètodes per a la purificació de l'arsènic. A més:
- El 1845 manifesta la necessitat d'instal·lar a València una fàbrica d'àcid sulfúric i, per tant, de la creació d'indústria química pesada.[e][33]
- Demanà la millora de la indústria taulellera amb la introducció dels darrers avanços químics.
- Denuncià el contrasentit d'exportar matèries primeres per adquirir-les una volta elaborades.[3]
- El 1860 dona suport a la creació de la fàbrica d'essències de Félix Robillard,[f] que fou antic cuidador del Jardí Botànic. L'empresa, que s'estableix a la Malva-rosa, estendria la seva activitat fins al primer decenni del segle xx.[33]
- Instal·là a Alboraia una fàbrica de sosa pel procés Leblanc —tècnica química de la qual també va ser l'introductor— destinada a les fàbriques de paper de Villargordo del Cabriel.[29] A conseqüència d'aquesta activitat, el seu company Gil va patir una malaltia pulmonar, de la que va finir.[3] També en va instal·lar una altra de clorur càlcic.[4]
- Perfeccionà la tècnica per valorar la fucsina als vins.[13]
- Col·laborà amb empreses importadores de guano a València. Durant molts anys els anuncis de venda de guano anaven associats a les anàlisis fetes per diversos professors de la Universitat, gairebé sempre encapçalats pel professor Monserrat, com es pot llegir el 4 d'abril del 1869, a la secció d'anuncis d'un diari de l'època:[35]

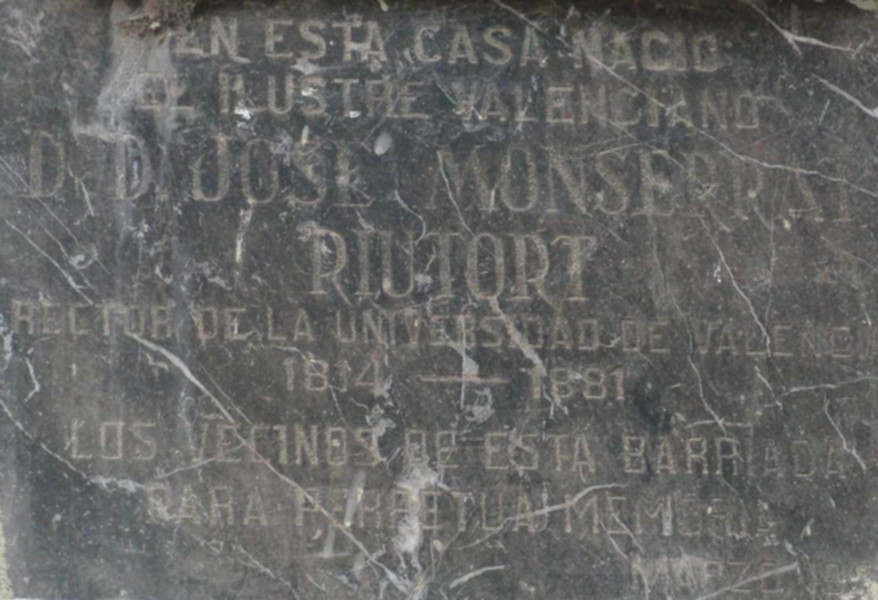
Placa commemorativa a la casa on va nàixer

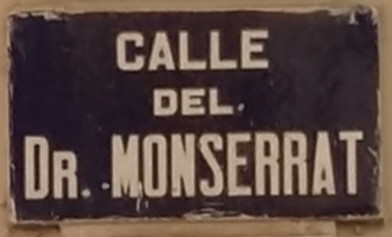
Carrer del Dr. Monserrat

| «                              | (català) La partida posada a la venda, ha estat analitzada pel Sr. Josep Monserrat, catedràtic de la Universitat Literària, i als compradors se'ls donarà una còpia de la certificació de l'anàlisi, perquè coneguen amb exactitud el valor del que compren. | » |
| — Diario Mercantil de Valencia | |   |

## Carrer del Dr. Monserrat
L'Ajuntament de València, el 5 de desembre de 1881 va decidir honrar la memòria d'aquest eminent valencià dedicant-li un carrer —el carrer del Dr. Monserrat—situat entre el de Quart i el de Lepant. Anys després, el 1954, els veïns van perpetuar-lo a la memòria en col·locar una làpida commemorativa a la plaça Navarros número 5, la casa seua natal.

## Publicacions
- Montserrat i Riutort, Josep. Impremta de Josep Rius. Bosquejo del desarrollo progresivo de los conocimientos químicos: oración inaugural que en la apertura del curso de 1863 a 1864, 1 octubre 1863.[Enllaç no actiu]
- Montserrat i Riutort, Josep. No hay mas que un nutrimento, pero existen muchas clases de alimentos, 1862.
- Montserrat i Riutort, Josep «Necesidad de establecer una fábrica de ácido sulfúrico de esta ciudad». Butlletí enciclopèdic de la Societat Econòmica d'Amics del País de València. Reial Societat Econòmica d'Amics del País de València [València], 1845, pàg. 436-444.